# 石内都
石内 都（いしうち みやこ、1947年3月27日 - ）は、日本の写真家。

## 来歴
群馬県桐生市生まれ、横須賀市で育つ。横須賀市立第二高等学校卒業。多摩美術大学デザイン科入学。大学2年より染織専攻するが中退。
1994年、グッゲンハイム美術館での「戦後日本の前衛美術」展に招待された。ヴェネツィア・ビエンナーレの2005年日本代表。2015年、The J. Paul Getty Museumにて個展「Postwar Shadows」を開催。2017年12月9日～2018年3月4日、横浜美術館にて「肌理（きめ）と写真」が開催された。
皮膚や衣類と時間とのかかわりをテーマにした写真を撮り続けており、代表作に広島原爆で被爆した遺品を被写体とした「ひろしま」、フリーダ・カーロの遺品を撮影した「フリーダ 愛と痛み」など。ニューヨーク近代美術館等に作品が収蔵されている。

## 受賞歴
1979年、写真集「APARTMENT」および写真展「アパート」にて第4回木村伊兵衛賞受賞。1999年、第15回東川賞国内作家賞、第11回写真の会賞受賞。2006年、日本写真協会賞作家賞受賞。2009年毎日芸術賞受賞。2011年、第60回神奈川文化賞受賞。2013年紫綬褒章受章。2014年、日本人としては濱谷浩、杉本博司に次いで3人目のハッセルブラッド国際写真賞受賞。2022年度朝日賞受賞。2024年、第7回井上靖記念文化賞受賞。

## 主な写真集
- 『絶唱、横須賀ストーリー』1978年、写真通信社
- 『APARTMENT』1979年、写真通信社
- 『Endless Night 2001 連夜の街―石内都写真集』1981年、アサヒソノラマ ISBN 978-4898300886
- 『水道橋・東京歯科大学』1981年、一世出版
- 『1・9・4・7』1990年、 I.P.C. ISBN 978-4871988315
- 『モノクローム』1993年、筑摩書房 ISBN 978-4480872197
- 『1906・to the skin』1994年、河出書房新社 - 大野一雄 ISBN 978-4309262208
- 『手・足・肉・体』1995年、筑摩書房 - 文・伊藤比呂美 ISBN 978-4480803344
- 『さわる―Chromosome XY』1995年、新潮社 ISBN 978-4106024160
- 『YOKOSUKA AGAIN 1980-1990』1998年、蒼穹舎 ISBN 978-4938628284
- 『爪』2000年、平凡社 ISBN 978-4582277449
- 『キズアト』2005年、日本文教出版 ISBN 978-4783010241
- 『薔薇のパルファム』2005年、求龍堂 - 文・蓬田勝之 ISBN 978-4763005076
- 『マザーズ2000‐2005未来の刻印』2005年、淡交社 ISBN 978-4473032577
- 『scars』2006年、蒼穹舎 ISBN 978-4902137859
- 『CLUB&COURTS YOKOSUKA YOKOHAMA』2007年、蒼穹舎 ISBN 978-4862190550
- 『INNOCENCE』2007年、赤々舎 ISBN 978-4903545127
- 『ひろしま』2008年、集英社 ISBN 978-4087804829
- 『Miyako Ishiuchi Photographs1976-2005』2008年、Manfred Heiting,Cinubia Production
- 『One days』2008年、Rat Hole Gallery
- 『石内都Infinity∞ 身体のゆくえ 』2009年、求龍堂 ISBN 978-4763009210
- 『Sweet Home Yokosuka 1976-1978』2010年、PPP Editions
- 『Tokyo Bay Blues』2010年、蒼穹舎
- 『絹の夢』2012年、青幻舎
- 『sa・bo・ten』2013年、大和プレス
- 『From ひろしま』2014年、求龍堂
- 『Here and Now Atomic Bomb Artifacts, ひろしま/Hiroshima 1945/2007-  』2014年、PPP Editions
- 『Ishiuchi, Miyako Hasselblad Award2014 』2014年、Kerhrer
- 『Postwar Shadows 』2015年、Getty Publications
- 『Belongings』2015年、Case Publishing, FAPA
- 『幼き衣へ』2016年、蒼穹舎
- 『フリーダ 愛と痛み』2016年、岩波書店
- 『写真関係』2016年、筑摩書房
- 『From Yokosuka』2016年、Super Labo
- 『互楽荘』2017年、蒼穹舎
- 『肌理と写真』2017年、求龍堂
- 『都とちひろ-ふたりの女の物語』2019年、求龍堂